# Sông Lam Nghệ An
Maillots
Actualités
Sông Lam Nghệ An est un club vietnamien de football basé à Vinh dans le nord du pays. C'est l'un des clubs les plus titrés avec trois succès en championnat viêt-namien, trois Coupes et cinq Supercoupes.

## Palmarès
- Championnat du Viêt-Nam :
  - Champion : 2000, 2001, 2011

- Coupe du Viêt-Nam :
  - Vainqueur : 2002, 2010, 2017
  - Finaliste : 2011

- Supercoupe du Viêt-Nam :
  - Vainqueur : 2000, 2001, 2002, 2011

## Grands noms
- Lê Công Vinh
- James Omondi
- Dalibor Mitrović
- Andre Fagan
- Cheikh Abass Dieng